# لور تیلمن (آریزونا)
لور تیلمن (به انگلیسی: Lower Tillman) یک منطقهٔ مسکونی در ایالات متحده آمریکا است که در آریزونا واقع شده‌است. لور تیلمن ۱٬۹۲۶ متر بالاتر از سطح دریا واقع شده‌است.